# Spencer's
David Spencer Ltd. (beter bekend als Spencer's ) exploiteerde een warenhuisketen in de provincie British Columbia in Canada, gedurende het einde van de 19e eeuw en de eerste helft van de 20e eeuw.

## Geschiedenis
De eerste winkel werd in 1873 in de stad Victoria opgericht door David W. Spencer. De winkel was gevestigd aan Government Street en bestond uit een textielwinkel, die opereerde onder de naam "Spencer and Denny". De winkel floreerde en breidde zich uit, en in 1890 werd een tweede winkel geopend in Nanaimo. De winkel in Vancouver, die in 1907 werd geopend, was zo succesvol dat deze al snel bijna een heel stadsblok besloeg. Later werden er nog meer winkels geopend in Chilliwack en New Westminster .
Spencer's was jarenlang een concurrent van het warenhuis Woodward's, een andere keten uit British Columbia. In 1948 werd Spencer's echter overgenomen door de veel grotere warenhuisketen Eaton's, die winkels had door heel Canada. De negen Spencer's-winkels in Lower Mainland en Vancouver Island werden omgebouwd tot Eaton's-winkels.
De tweede Spencer's-winkel in het centrum van Victoria, op Douglas Street 1150 (die de oorspronkelijke winkel op Government Street verving), functioneerde tot eind jaren 1980 als Eaton's-winkel. Toen werd de winkel gesloopt om plaats te maken voor het winkelcentrum Victoria Eaton Centre (nu Bay Centre).
De winkel van Spencer in het centrum van Vancouver, aan Hastings Street, fungeerde tot 1973 als een Eaton-winkel. Toen opende Eaton zijn nieuwe vlaggenschipwinkel in Vancouver in het nieuw gebouwde winkelcentrum Pacific Centre. In tegenstelling tot het gebouw in Victoria werd de voormalige Spencer's-winkel niet gesloopt. Later werd het pand gebruikt door Simpsons-Sears en tegenwoordig doet het dienst als de 'Harbour Centre'-campus van de Simon Fraser University in het stadscentrum. Het gebouw zelf heet momenteel het Harbour Centre.